# Kašma (fiume)
La Kašma (in russo Кашма?) è un fiume della Russia europea centrale, affluente di destra della Cna (bacino idrografico della Oka). Scorre nell'oblast' di Tambov.
Il fiume scorre per tutto il suo corso in direzione nord-ovest. Sfocia nel fiume Cna a 187 km dalla foce, a est di Moršansk. Il fiume ha una lunghezza di 111 km, l'area del suo bacino è di 2 440 km². Il suo maggior affluente è il Bol'šoj Lomovis proveniente dalla sinistra idrografica.